# Jacques-Marie-Antoine-Célestin Du Pont
Jacques-Marie-Antoine-Célestin Du Pont (Iglésias, 11 de agosto de 1791 - Bourges, 17 de abril de 1850) foi um cardeal do século XIX.

## Biografia
Nasceu em 1 de fevereiro de 1792, acidentalmente em Iglésias, Sardenha. Seu sobrenome também está listado como Du Pont. Filho único de Benoît Dupont, comissário de Marina em Villefranche sur Mer (esta cidade da Riviera Francesa, hoje francesa, era então posse de Savoy, não passando para a França até 1860), e Thèrése Siga. A família de seu pai era de origem francesa, mas havia se estabelecido em Villefranche em 1738. Ele era súdito do reino da Sardenha e foi naturalizado por uma Portaria Real de 5 de janeiro de 1820 
Estudos iniciais (Clássicos) em uma escola de Pères Doctrinaires na Itália; membro da Académie des Arcades ; depois, estudou teologia no Seminário de Nice por quatro anos; no Seminário de Lyon por um ano; e na Universidade de Turim, onde obteve o doutorado in utroque iuris , tanto em direito civil quanto em direito canônico. Recebeu o subdiaconato em 6 de janeiro de 1813, em Lyon; e o diaconato em 2 de julho de 1813, também em Lyon.
Ordenado em setembro de 1815. Secretário pessoal do bispo de Nice. Na arquidiocese de Sens, cânone de seu capítulo catedral, 2 de novembro de 1821; arquidiácono e vigário geral, 4 de junho de 1822 a 10 de dezembro de 1829; sacerdote administrador das paróquias da Assunção e de Saint-Louis d'Antin. Cônego honorário do capítulo real de Saint-Denis, Paris, 1822. Conclavista do cardeal Anne-Louis-Henri de La Fare no conclave de 1823.
Eleito bispo titular de Samósata e nomeado auxiliar de Sens, em 3 de maio de 1824. Consagrado, em 29 de junho de 1824, orfanato de Enfant-Jésus , Paris, por Anna-Louis-Henri de La Fare, arcebispo de Sens, auxiliado por Mathias de la Romagère, bispo de Saint-Brieuc, e por Jean-Baptiste Millaux, bispo de Nevers. Adquiriu a cidadania francesa em 23 de junho de 1824. Transferido para a sé de Saint-Dié em 5 de julho de 1830. Promovido à sé metropolitana de Avignon em 24 de julho de 1835. Transferido para a sé metropolitana de Bourges em 24 de janeiro de 1842.
Criado cardeal sacerdote no consistório de 11 de junho de 1847; recebeu chapéu vermelho, 23 de setembro de 1847; e título de S. Maria del Popolo, 4 de outubro de 1847.
Morreu em Bourges em 26 de maio de 1859. Exposto e enterrado na catedral metropolitana de Bourges.